# El Nancito
El Nancito è un comune (corregimiento) della Repubblica di Panama situato nel distretto di Remedios, provincia di Chiriquí. Si estende su una superficie di 35,4 km² e conta una popolazione di 607 abitanti (censimento 2010).